# August Dauses
August Dauses (* 1. November 1947 in Bamberg; † 20. Mai 2008 in Erlangen) war ein deutscher Romanist und Sprachwissenschaftler.
Als Schüler von Heinrich Kuen wurde Dauses 1972 promoviert und habilitierte sich 1977 an der Universität Erlangen-Nürnberg im Fach Romanische Philologie. 1981 wurde er ebenda zum Professor ernannt. Dauses publizierte 17 sprachwissenschaftliche Bücher.
Er war ein Bruder des Rechtswissenschaftlers Manfred A. Dauses.

## Schriften
- Universalien der Grammatik und der indogermanische Sprachbau. Steiner, Stuttgart 2002
- Ökonomie und Kybernetik natürlicher Sprachen. Universelle Gesetze des Sprachwandels. Steiner, Stuttgart 2000
- Englisch und Französisch. Zwei indogermanische Sprachen im Vergleich. Steiner, Stuttgart 1998
- Einführung in die allgemeine Sprachwissenschaft. Sprachtypen, sprachliche Kategorien und Funktionen. Steiner, Stuttgart 1997
- Systemcharakter und Relativität der Sprache. Steiner, Stuttgart 1996
- Semantik, Sprache und Denken. Steiner, Stuttgart 1995
- Theorien der Linguistik. Grundprobleme der Theoriebildung. Steiner, Stuttgart 1994
- Prognosen sprachlichen Wandels. Möglichkeiten und Grenzen der erklärenden Philologie. Steiner, Stuttgart, 1993
- Die italienischen Dialekte im Überblick. Auszug aus dem Matthäusevangelium mit philologischen Kommentaren. Steiner, Stuttgart 1992
- Sprachwandel durch Analogie. Zu den Gründen des sprachlichen Wandels. Steiner, Stuttgart 1991
- Theorien des Sprachwandels. Eine kritische Übersicht. Steiner, Stuttgart 1990
- Grundbegriffe der Lexematik. Methoden und Probleme der Wortschatzbetrachtung in Synchronie und Diachronie. Steiner, Stuttgart 1989
- Die romanischen Sprachen im Vergleich. Zum Problem der Gewichtung sprachlichen Wandels. Steiner, Stuttgart 1987
- Grundbegriffe der Phonologie. Synchrone Beschreibung des Phonems und Modelle diachronischer Betrachtung. Steiner, Stuttgart 1985
- Grundbegriffe der Grammatik. Methoden und Prinzipien der grammatikalischen Beschreibung in Synchronie und Diachronie. Steiner, Stuttgart 1985
- Das Imperfekt in den romanischen Sprachen. Seine Bedeutung im Verhältnis zum Perfekt. Steiner, Wiesbaden 1981
- Etudes sur l’e instable dans le français familier. Niemeyer, Tübingen 1973